# Lijst van gemeentelijke monumenten in Heumen
De gemeente Heumen heeft 20 gemeentelijke monumenten. Hieronder een overzicht. 

## Heumen
De plaats Heumen kent 7 gemeentelijke monumenten:
| Object                           | Bouwjaar      | Architect | Locatie                 | Coördinaten                   | Nr.      | Afbeelding                       |
| -------------------------------- | ------------- | --------- | ----------------------- | ----------------------------- | -------- | -------------------------------- |
| Boerderij (hallehuistype)        |               |           | Bredeweg 6              | 51° 45' 34" NB, 5° 51' 54" OL | 0252/001 | Boerderij (hallehuistype)        |
| Boom "Wilhelmina"                | 1912          |           | Dorpstraat              | 51° 45' 50" NB, 5° 50' 37" OL | 0252/003 | Boom "Wilhelmina"                |
| Pastorie (voormalig)             | XIXb          |           | Dorpstraat 41           | 51° 45' 51" NB, 5° 50' 21" OL | 0252/004 | Pastorie (voormalig)             |
| Blokhut uit Oregon, thans museum | 1916 herbouwd |           | Looistraat 57           | 51° 46' 21" NB, 5° 50' 21" OL | 0252/015 | Blokhut uit Oregon, thans museum |
| Oorlogsmonument                  | 1947          | Jac Maris | Kapitein Postmalaan 11a | 51° 46' 9" NB, 5° 50' 59" OL  | 0252/017 | Oorlogsmonument                  |
| Schuur                           |               |           | Rijksweg 224            | 51° 46' 6" NB, 5° 51' 49" OL  | 0252/018 | Schuur                           |
| Molenaarshuis                    | XVIII;XIXc    |           | Rijksweg 256-258        | 51° 45' 54" NB, 5° 52' 4" OL  | 0252/019 | Meer afbeeldingen                |

## Malden
De plaats Malden kent 6 gemeentelijke monumenten:
| Object                     | Bouwjaar        | Architect | Locatie             | Coördinaten                   | Nr.      | Afbeelding                |
| -------------------------- | --------------- | --------- | ------------------- | ----------------------------- | -------- | ------------------------- |
| Boerderij (hallehuistype)  |                 |           | Droogsestraat 7     | 51° 47' 27" NB, 5° 50' 49" OL | 0252/005 | Boerderij (hallehuistype) |
| Woonhuis "de Elshof"       | 1864 (1e steen) |           | Hatertseweg 24      | 51° 47' 42" NB, 5° 50' 7" OL  | 0252/006 | Woonhuis "de Elshof"      |
| Boerderij "de Munnikenhof" | XVIII;XIX       |           | Hatertseweg 26      | 51° 47' 44" NB, 5° 49' 60" OL | 0252/007 | Meer afbeeldingen         |
| Boerderij "Berckenbosch"   | 1885            |           | Hatertseweg 37      | 51° 47' 56" NB, 5° 49' 43" OL | 0252/008 | Boerderij "Berckenbosch"  |
| Woonhuis Grootstal         | circa 1914      |           | St. Jacobsweg 13-15 | 51° 48' 25" NB, 5° 50' 43" OL | 0252/011 | Woonhuis Grootstal        |
| Boerderij                  |                 |           | Kerkplein 14        | 51° 46' 49" NB, 5° 51' 7" OL  | 0252/014 | Boerderij                 |

## Nederasselt
De plaats Nederasselt kent 2 gemeentelijke monumenten:
| Object                     | Bouwjaar  | Architect    | Locatie          | Coördinaten                   | Nr.      | Afbeelding        |
| -------------------------- | --------- | ------------ | ---------------- | ----------------------------- | -------- | ----------------- |
| Boerderij                  | XIXc;XIXd |              | Broekstraat 2-2a | 51° 46' 25" NB, 5° 44' 36" OL | 0252/002 | Boerderij         |
| R.K. Sint-Antonius Abtkerk | 1890-1891 | Franssen, C. | Kerklaantje 8    | 51° 46' 19" NB, 5° 44' 37" OL | 0252/013 | Meer afbeeldingen |

## Overasselt
De plaats Overasselt kent 5 gemeentelijke monumenten:
| Object                                                                   | Bouwjaar                                                 | Architect | Locatie             | Coördinaten                   | Nr.      | Afbeelding                                     |
| ------------------------------------------------------------------------ | -------------------------------------------------------- | --------- | ------------------- | ----------------------------- | -------- | ---------------------------------------------- |
| Pastorie R.K. (voormalig)                                                | rond 1891                                                |           | Hoogstraat 7        | 51° 45' 37" NB, 5° 47' 24" OL | 0252/009 | Pastorie R.K. (voormalig)                      |
| St. Antonius abt-parochie: R.K. parochiekerk, kerkhofkapel, h. hartbeeld | 1891(kerk), 1850-1940 (begraafplaats) XXb (H. Hartbeeld) | C. Weber  | Hoogstraat 9        | 51° 45' 38" NB, 5° 47' 23" OL | 0252/010 | Meer afbeeldingen                              |
| Boerderij "Molenberg"                                                    |                                                          |           | Oude Kleefsebaan 29 | 51° 45' 27" NB, 5° 47' 16" OL | 0252/016 | Boerderij "Molenberg"                          |
| Gracht, eiland en resten kasteel de "Sleeburg"                           |                                                          |           | Sleeburgsestraat 5  | 51° 46' 0" NB, 5° 47' 58" OL  | 0252/021 | Gracht, eiland en resten kasteel de "Sleeburg" |
| Boerderij                                                                | XVIII;XIX                                                |           | Worsumseweg 3       | 51° 45' 52" NB, 5° 48' 25" OL | 0252/022 | Boerderij                                      |

Aalten · 
Apeldoorn · 
Arnhem · 
Barneveld · 
Berkelland · 
Beuningen · 
Bronckhorst · 
Brummen · 
Buren · 
Culemborg · 
Doesburg · 
Doetinchem · 
Druten · 
Duiven · 
Ede · 
Elburg · 
Epe · 
Ermelo · 
Groesbeek · 
Harderwijk · 
Hattem · 
Heerde · 
Heumen · 
Lingewaard · 
Lochem · 
Maasdriel · 
Montferland · 
Neder-Betuwe · 
Nijkerk · 
Nijmegen · 
Nunspeet · 
Oldebroek · 
Oost Gelre · 
Oude IJsselstreek · 
Overbetuwe · 
Putten · 
Renkum · 
Rheden · 
Rozendaal · 
Scherpenzeel · 
Tiel · 
Ubbergen · 
Voorst · 
Wageningen · 
West Betuwe · 
West Maas en Waal · 
Westervoort · 
Wijchen · 
Winterswijk · 
Zaltbommel · 
Zevenaar · 
Zutphen